# لین جانستون
لین جانستون (متولد ۲۸ مه ۱۹۴۷) کارتونیست و نویسنده کانادایی است که بیشتر به خاطر نوار کارتونی روزنامه‌ای خود به نام برای بهتر یا بدتر شناخته می‌شود. او اولین زن و اولین کانادایی بود که جایزه روبن انجمن ملی کارتونیست‌ها را دریافت کرد.

## اوایل زندگی
لین ریدگوی در کالینگوود، انتاریو متولد شد و در ونکوور شمالی، بریتیش کلمبیا بزرگ شد. او دوست نزدیک دوران کودکی کمدین‌های پال کی. ویلیس و مایکل بونکور بود. لین در مدرسه هنر ونکوور (که اکنون به دانشگاه هنر و طراحی امیلی کار تغییر نام یافته است) تحصیل کرد و آرزو داشت تا به‌عنوان یک هنرمند زندگی حرفه‌ای خود را آغاز کند.
پس از مدتی کوتاه فعالیت در حوزه انیمیشن، که بیشتر به‌عنوان رنگ‌آمیز غیررسمی سلول‌ها در برنامه نمایش کارتونی ابوت و کاستلو فعالیت داشت، در سال ۱۹۶۹ ازدواج کرد و به انتاریو بازگشت. در این دوره او پنج سال به‌عنوان طراح پزشکی در دانشگاه مک‌مستر کار کرد. آثار تصویرسازی او که شامل صحنه‌های روزمره بیمارستانی بود (مانند پدری که در اتاق انتظار سیگار می‌کشد)، در آرشیو پزشکی این دانشگاه نگهداری می‌شود.
در دوران بارداری نخستین فرزندش، او شروع به طراحی کارتون‌های تک‌تصویری برای سقف دفتر پزشک متخصص زنان خود، موری انکین، کرد. این کارتون‌ها بعدها در اولین کتاب او با عنوان دیوید، ما بارداریم!، که در سال ۱۹۷۳ با نام وقت خود، لین فرانکس، منتشر شد (و بعداً با نام لین جانستون بازنشر گردید)، به چاپ رسیدند و به یک کتاب پرفروش تبدیل شدند.
پس از طلاق، لین به‌صورت آزاد به طراحی‌های تجاری و پزشکی روی آورد و استودیویی را در یک گلخانه بازسازی‌شده برای کار خود ایجاد کرد. دنباله کتاب دیوید با عنوان سلام مامان! سلام بابا! در سال ۱۹۷۵ منتشر شد. مدت کوتاهی پس از آن، لین با یک دانشجوی دندان‌پزشکی به نام راد جانستون آشنا شد و ازدواج کرد.

## برای بهتر یا بدتر
در سال ۱۹۷۸، خانواده جانستون به همراه دو فرزندشان به لین لیک، مانیتوبا نقل مکان کردند. در همان زمان، سندیکای مطبوعات جهانی از او خواست تا در تولید یک نوار کارتونی مشارکت کند. لین با ارسال بیست نسخه از نوار کارتونی‌ای به نام جانستون‌ها، که براساس خانواده خود طراحی کرده بود ("چون آن‌ها تنها افرادی بودند که می‌دانستم می‌توانم بارها و بارها به‌صورت مداوم به تصویر بکشم")، موافقت خود را اعلام کرد.
در کمال شگفتی، سندیکا این نوارها را پذیرفت و یک قرارداد بیست‌ساله به او پیشنهاد کرد. پس از گذراندن دوره‌ای شش‌ماهه برای آماده‌سازی، این نوار با عنوان برای بهتر یا بدتر برای اولین بار در روزنامه‌های
بسیاری از داستان‌های این نوار کارتونی از تجربیات واقعی خانواده لین جانستون الهام گرفته شده‌اند. شخصیت‌های اصلی این داستان‌ها بر اساس اسامی میانی همسر و فرزندان او نام‌گذاری شده‌اند، به‌جز شخصیت مادر، زیرا لین جانستون نام میانی ندارد. به جای آن، او تصمیم گرفت قهرمان داستان، «الی»، را به افتخار یکی از دوستانش که در سن جوانی درگذشت، نام‌گذاری کند.
دوست او و کمدین کانادایی، مایکل بونکور، الهام‌بخش داستان جنجالی مربوط به «افشاگری» لارنس شد. شخصیت دِیانا بر اساس عشق دوران دبیرستان آران، که سال‌ها پس از پایان رابطه‌شان در یک تصادف رانندگی فوت کرد، طراحی شده است. خواهرزاده جانستون، استفانی، دچار ناتوانی رشدی است و تجربه او در داستان‌های اخیر دربارهٔ ادغام دانش‌آموزان با ناتوانی رشدی در کلاس آپریل به اشتراک گذاشته شده است. حرفه تدریس الیزابت بر اساس تصمیم کیت، دختر جانستون، برای دنبال نکردن حرفه‌ای در آموزش طراحی شده است؛ اما این موضوع فرصتی به جانستون داد تا تصور کند این مسیر چگونه می‌توانست پیش برود.
شخصیت‌های نوار کارتونی برای بهتر یا بدتر در «زمان واقعی» پیر شده‌اند. در ۳۱ اوت ۲۰۰۸، خود لین جانستون در نوار روز یکشنبه ظاهر شد، که قرار بود پایان این کارتون باشد، و اعلام کرد که داستان را تقریباً ۳۰ سال به عقب، به اوایل شروع آن، بازمی‌گرداند. نیمی از مطالب جدید و نیمی دیگر تکرار خواهند بود.
مطالب «جدید» در واقع نسخه‌های بازنگری‌شده‌ای از نوارهای قدیمی بودند که با بازسازی آثار هنری و تغییر دیالوگ‌ها همراه شدند. این تغییرات گاهی تنها به‌منظور جایگزینی اصطلاحات مدرن یا نام محصولات جدید به‌جای نسخه‌های قدیمی انجام می‌شد. در مواردی نادر، یک نوار کامل یا یک پنل به‌طور کامل بازسازی می‌شد؛ برای مثال، تنبیه بدنی مایکل یا الیزابت به «زمان استراحت» تغییر یافت.
با این حال، یکی از نوارهای تنبیه بدنی که همچنان باقی ماند، داستانی بود که در آن مایکل به دلیل ضربه زدن به کودک دیگری توسط جان تنبیه شد. این ماجرا به بحثی میان جان و الی منجر شد، جایی که الی با تنبیه بدنی به‌عنوان راه‌حل مناسب مخالف بود، هرچند با جان موافق بود که نگرش خشونت‌آمیز مایکل باید در همان ابتدا متوقف شود. نوارهای دیگری، مانند زمانی که الی عصبانی می‌شد و چیزی را به پشت سر جان پرتاب می‌کرد (مانند یک فنجان قهوه)، نیز سانسور شدند. از آنجا که این نوار یک نوار خانوادگی بود، مسائل مربوط به پرتاب اشیاء سخت به پشت سر کسی، موضوع خشونت خانگی را مطرح می‌کرد.